# Awonder Liang
Awonder Liang est un joueur d'échecs américain né le 9 avril 2003 à Madison (Wisconsin). Jeune prodige des échecs, il a obtenu le titre de grand maître international en 2017, à l'âge de 14 ans 1 mois et 20 jours. 
Au 1er septembre 2017, il est le 24e joueur américain et le 36e junior mondial (moins de 20 ans) avec un classement Elo de 2 545 points.

## Biographie et carrière
Awonder Liang a remporté le championnat du monde d'échecs de la jeunesse dans les catégories moins de 8 ans (en 2011) et moins de 10 ans (en 2013).
Fin mai 2017, il marque 6,5 points sur 9 lors de l'open de Chicago et réalise ainsi à quatorze ans et un mois la troisième norme pour le titre de grand maître international. La même année, il remporte le championnat junior des États-Unis.
En octobre 2022, Awonder Liang fut invité à participer au championnat des États-Unis d'échecs. Il marque 6,5 points sur 9 et termine à la troisième place.
Lors de la Coupe du monde d'échecs 2023, il bat le Tadjik Alisher Karimov au premier tour, puis est battu au deuxième tour par le Turc Mustafa Yılmaz.